# Ehrenburg (Vöhl)
Die Ehrenburg (Volksmund: Geldloch) nahe Marienhagen, einem Gemeindeteil von Vöhl im nordhessischen Landkreis Waldeck-Frankenberg (Deutschland), ist die Ruine einer Höhenburg, die als Kulturdenkmal ausgewiesen ist.

## Geographische Lage

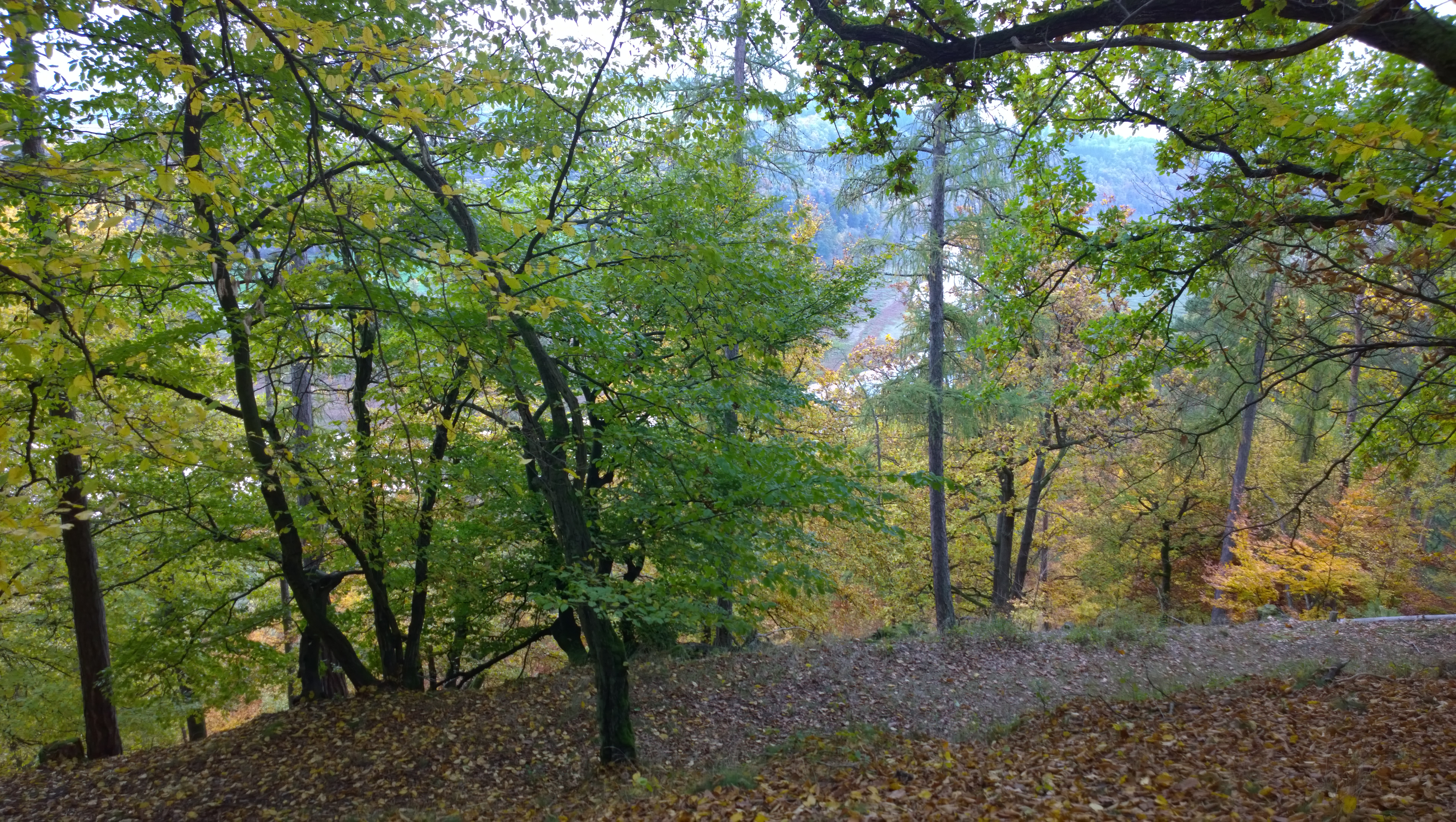
Blick nach Südwesten ins Ederseetal vom hochmittelalterlichen südlichen Burgplateau

Die Ehrenburgruine befindet sich im zum Kellerwald gezählten Naturraum Ederseetrog, 2 km südlich von Marienhagen, zu dessen Gemarkung sie zählt, 1,7 km nordöstlich von Herzhausen und 2 km westlich von Asel; sie alle sind Vöhler Ortsteile. Sie liegt beim Eder-Flusskilometer 67,9 (Bereich des Edersees) auf einem Bergsporn (ca. 280 bis 314 m ü. NHN), dem bewaldeten Südostausläufer des Ehrenbergs (375 m), maximal etwa 70 m oberhalb des Westteils des Edersees. Jenseits und damit südlich des Stausees befindet sich der Vöhler Ortsteil Harbshausen.
Die Ruine gehört heutzutage zum Nordwestteil des Naturparks Kellerwald-Edersee, der den südlich des Edersees gelegenen Nationalpark Kellerwald-Edersee einrahmt.
Die Burgruine ist am kürzesten vom Weg zum Campingplatz am Hochstein zu erreichen, der in Herzhausen von der Landesstraße 3084 nach Nordosten entlang des Edersees abzweigt. Kurz vor Erreichen des Zeltplatzes liegt nach einem Bach der Sporn des Bergausläufers, auf dem sich die Ruine befindet.

## Geschichte und Anlage

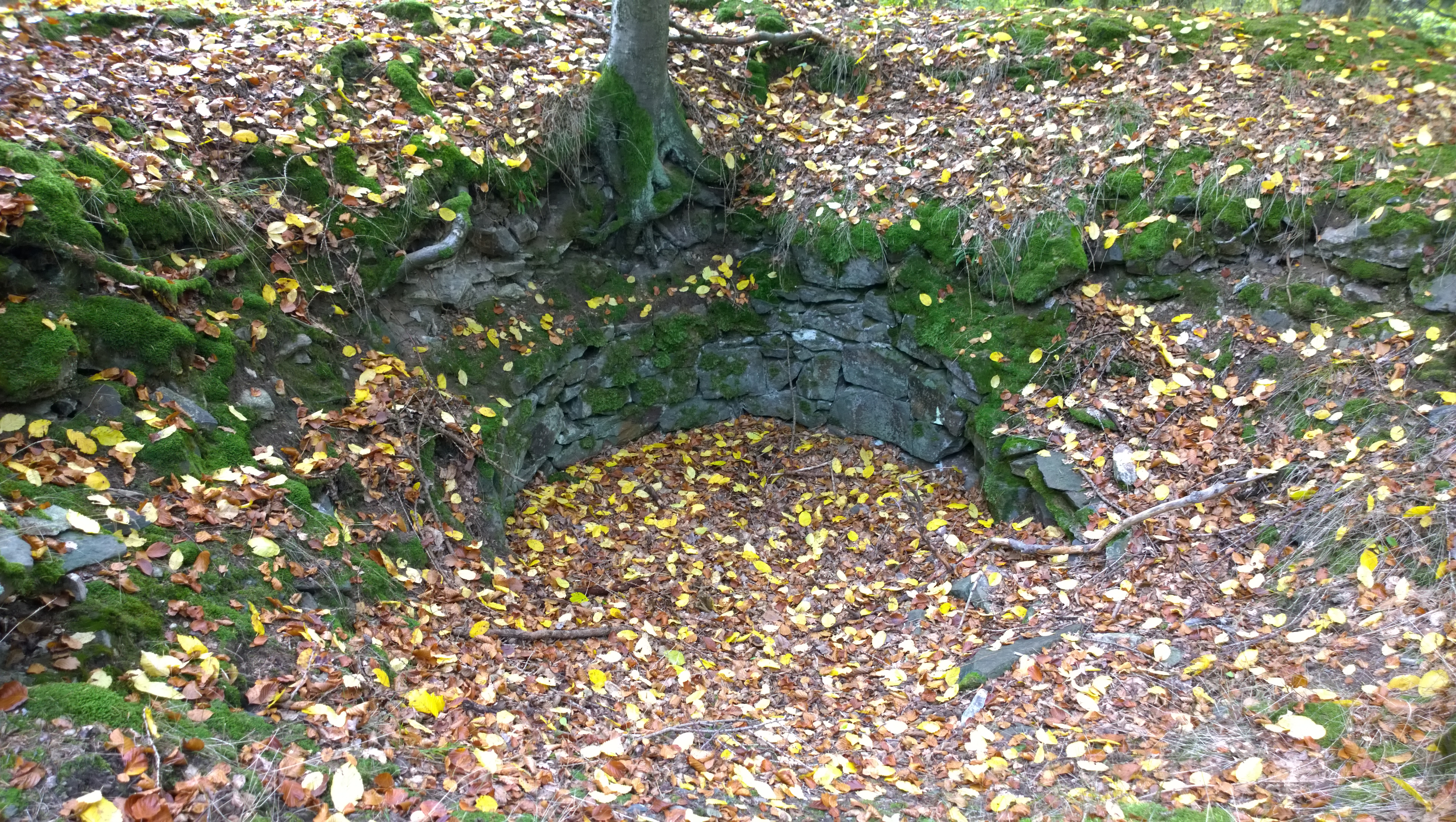
Das Geldloch – Reste des vermutlichen Bergfrieds im mittleren Burgplateau

Die Ehrenburg wurde vermutlich im 8. oder 9. Jahrhundert erbaut. Als Erbauer wird der Erzbischof von Mainz vermutet. Um 1354 kam es zu einem Neubau. Von der einstigen Burg sind noch Reste von Halsgraben, Bergfried und Wällen vorhanden.
Auf den Tourismus-Webseiten von Vöhl wird die Burg als eine der ehemals größten Burgen im Edertal beschrieben, deren etwa 160 Meter langer Sporn in etwa 60 m Breite bebaut war. Die Burg war durch einen doppelten Halsgraben vom aus Norden kommenden Sporn des Ehrenberges gesichert. Der Halsgraben setzt sich dabei westwärts an der Flanke fort. Auf der steil abfallenden Süd- und der Ostseite sind keine Befestigungsanlagen erkennbar. Die Anlage der Hauptburg war etwa 20 × 40 m groß und durch einen weiteren Abschnittsgraben vom Rest der Anlage abgetrennt. Ein noch halbkreisförmig verlaufender nur etwa 2,5 m Durchmesser großer Mauerrest kann als Stumpf eines Bergfriedes angesehen werden. Er wird im Volksmund als Geldloch bezeichnet. Weitere Mauerreste befinden sich noch an der Südwestecke der Hauptburg und können als rechteckiger Turm mit Maßen von etwa 5 × 6 m gedeutet werden. Die jüngere Kernburg ist nach der Vöhler Kirchenchronik von den Grafen von Schwalenberg erbaut. Als Vorfahren der Grafen von Waldeck empfingen sie nach einer auf der Ehrenburg gegebenen Urkunde vom 27. Juli 1043 lehnsweise Güter zu Herzhausen vom Kloster Corvey. Neben der umstrittenen Urkunde gibt es bis heute keine weiteren Nachrichten über die Ehrenburg.

## Tourismus und Wandern

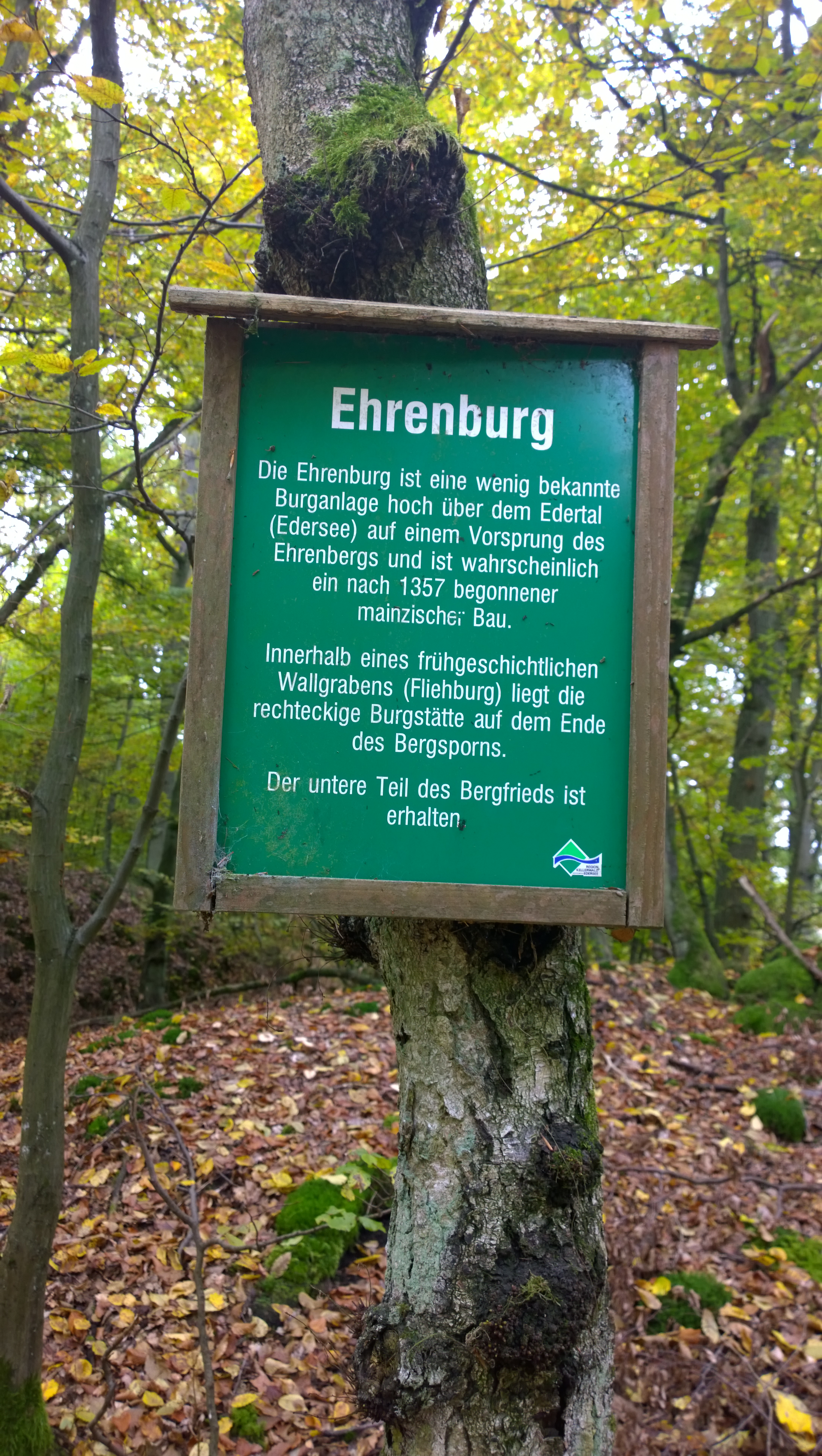
Die Informationstafel an der nordnordwestlichen Eingangsseite zur Burg

Südlich vorbei an der Ehrenburg führt entlang dem Nordufer des Edersees ein gemeinsamer Abschnitt der Rundwanderwege Kellerwaldsteig (156 km lang) und Urwaldsteig Edersee (68 km), von dem Stichwege zur Burg ansteigen.

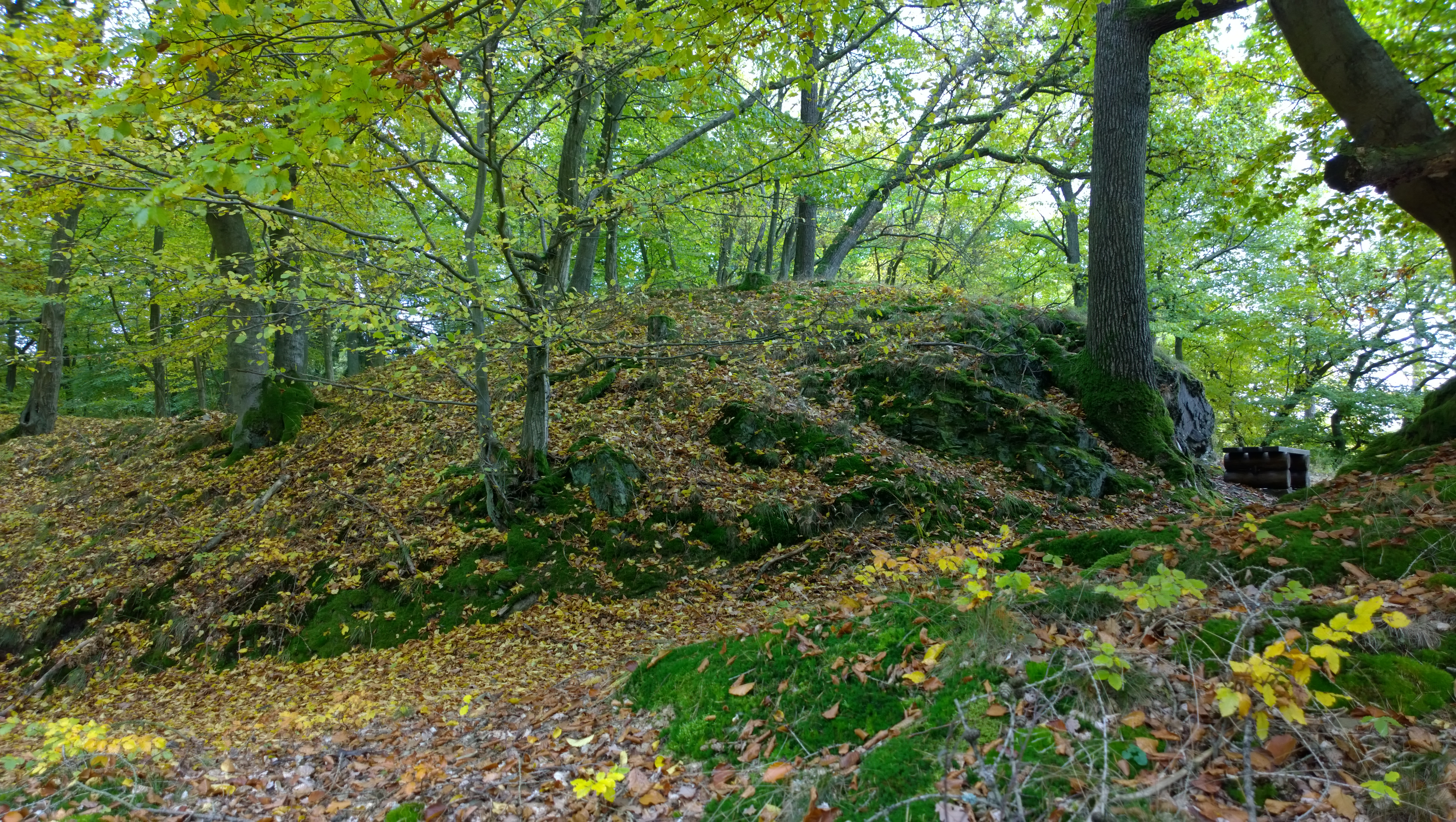
Schmale Spornseite mit Halsgraben zum südlicheren Burgplateau und ehemals umlaufendem Wallgraben (Blick Ri. Osten)
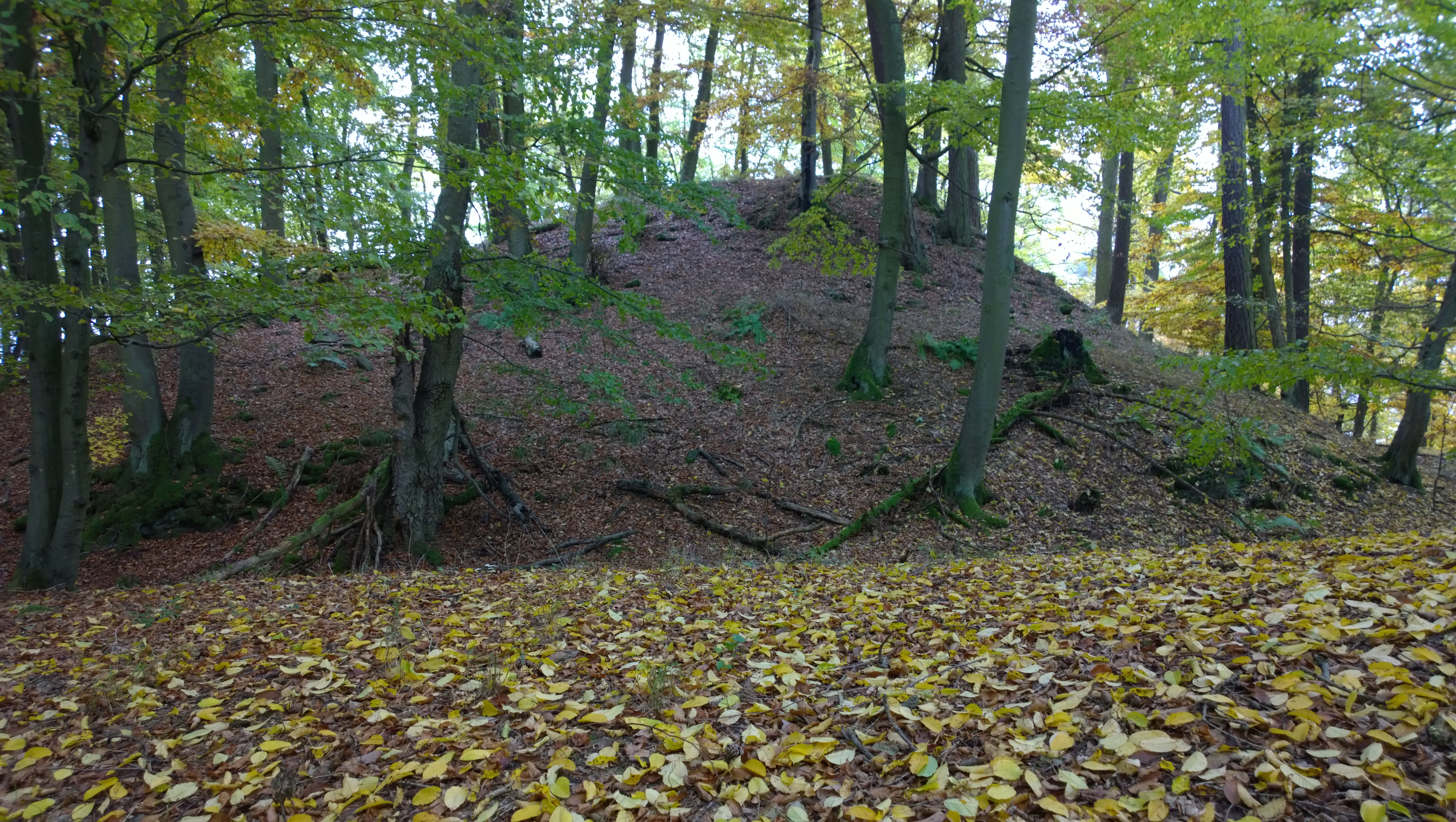
Blick aufs das südliche hochmittelalterliche Burgplateau Ri. Ederseetal
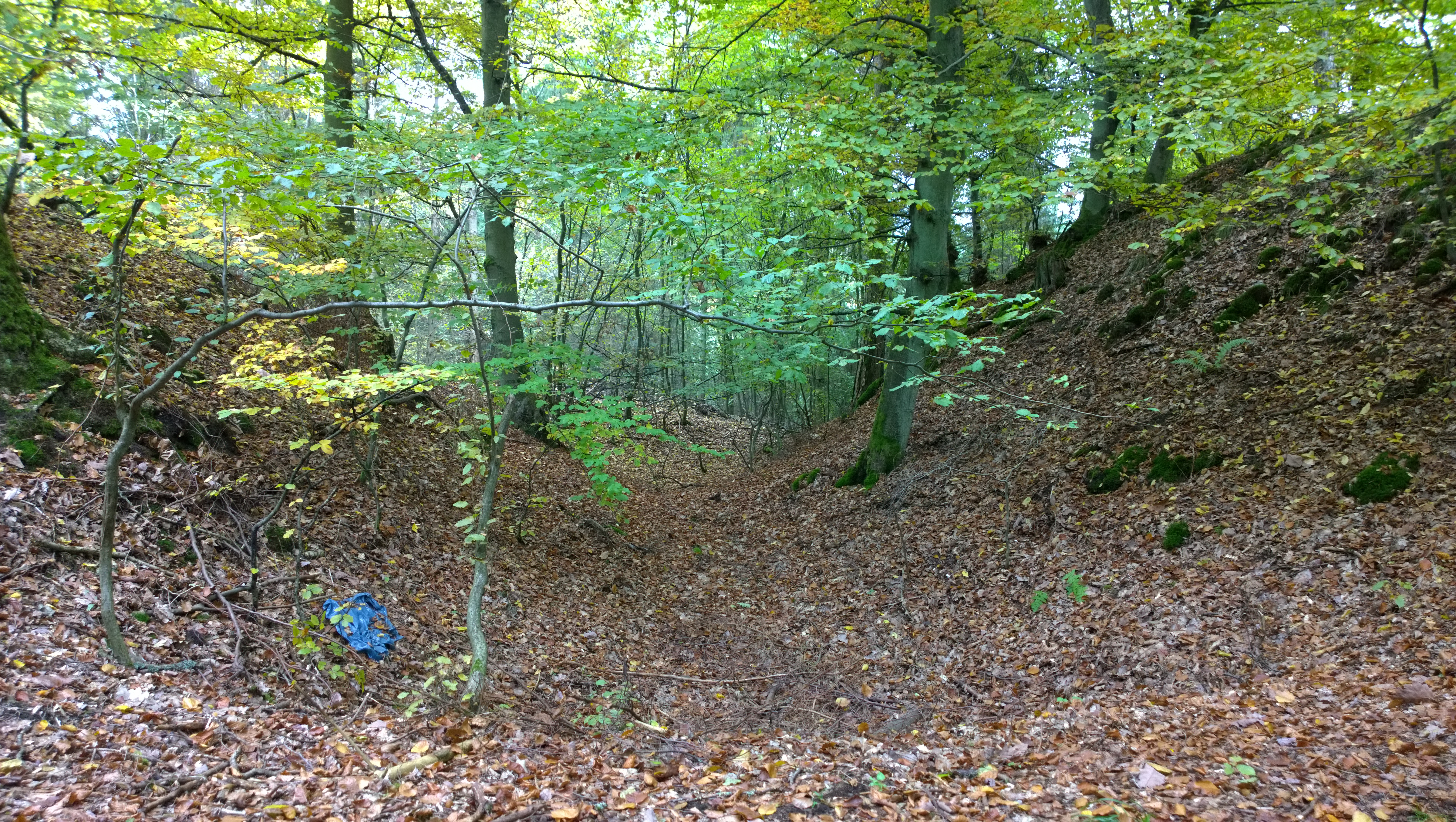
Oberer Halsgraben zw. nördlichen (li.) und mittlerem (re.) Burgplateau